# John Hoyles

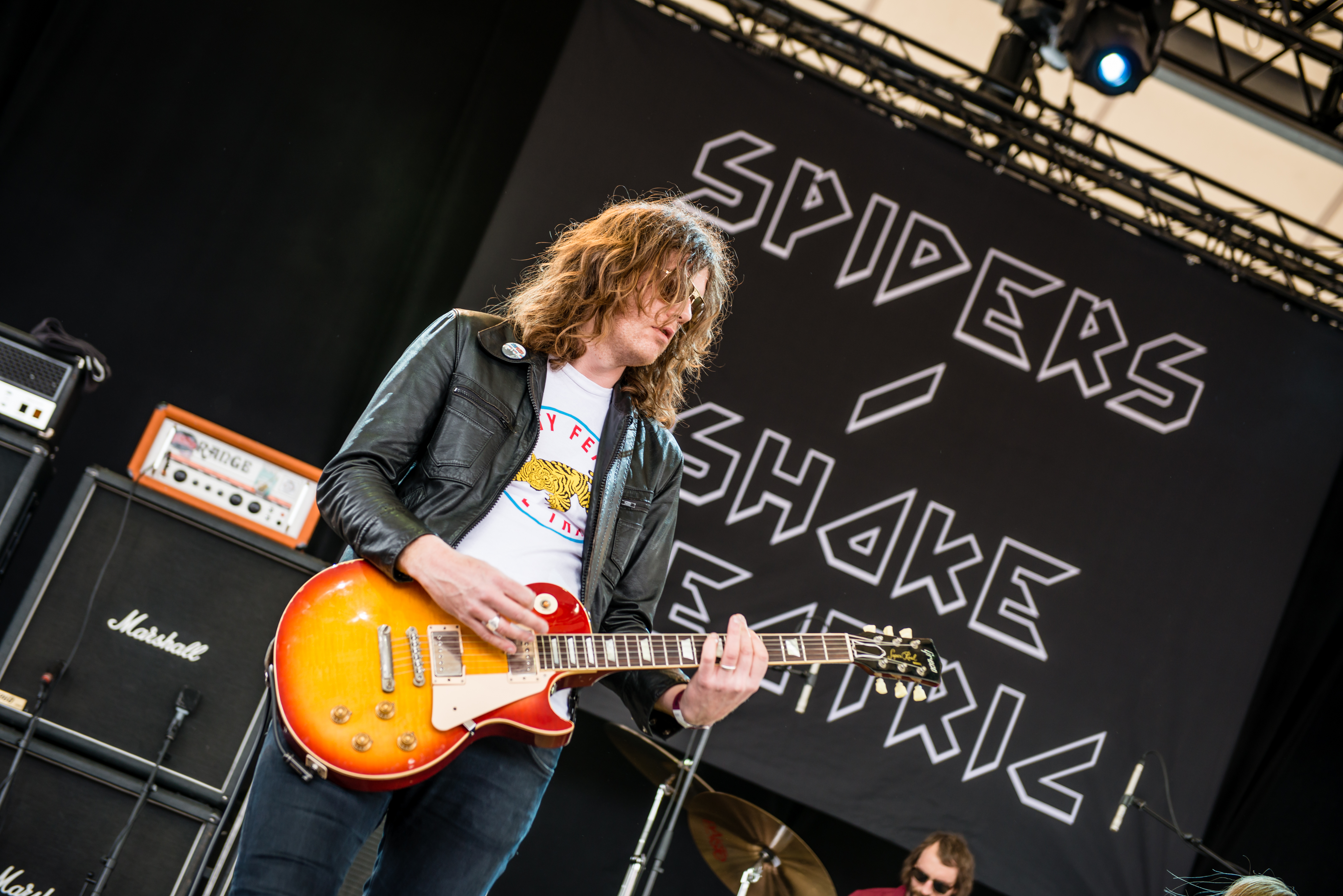
John Hoyles (2015)

John Hoyles (* 22. Mai 1980 in London) ist ein englischer Gitarrist. Er ist Mitglied der Band Spiders und spielte zuvor bei Troubled Horse und Witchcraft.

## Werdegang
Hoyles wuchs in London auf und zog als Teenager in die schwedische Stadt Örebro. Zu seinen ersten musikalischen Einflüssen zählten The Rolling Stones und Bob Dylan, später kamen Bands wie Black Sabbath und Led Zeppelin hinzu. Im Jahre 2000 gehörte Hoyles zu den Gründungsmitgliedern der Band Witchcraft, mit denen er drei Alben veröffentlichte. Zehn Jahre später verließ er die Band und zog nach Göteborg und gründete mit dem Graveyard-Schlagzeuger Axel Sjöberg die Band Spiders. Mit den Spiders veröffentlichte Hoyles drei Studioalben. Ihr zweites Album Shake Electric wurde für den schwedischen Musikpreis Grammis nominiert. Gleichzeitig war Hoyles auch noch in der Band Troubled Horse aktiv und spielte deren erstes Studioalbum ein. Im Jahre 2017 veröffentlichte Hoyles sein Solodebüt Night Flight, auf dem er selber singt sowie alle Gitarren und Bässe einspielte. Am Schlagzeug halfen ihm Axel Sjöberg und der Spiders-Schlagzeuger Ricard Harryson.
2020 hatte Hoyles einen kurzen Auftritt im Musikvideo für das Lied Low Road der Blues Pills. John Hoyles ist mit Ann-Sofie Hoyles verheiratet, die Sängerin der Spiders ist.

## Diskografie
| als Solokünstler - 2017: Night Flight mit Spiders | mit Troubled Horse - 2012: Step Inside | mit Witchcraft - 2004: Witchcraft - 2005: Firewood - 2007: The Alchemist |